# New Providence (Iowa)
New Providence és una població dels Estats Units a l'estat d'Iowa. Segons el cens del 2000 tenia 227 habitants.

## Demografia
Segons el cens del 2000, New Providence tenia 227 habitants, 97 habitatges, i 65 famílies. La densitat de població era de 87,6 habitants/km².
Dels 97 habitatges en un 27,8% hi vivien nens de menys de 18 anys, en un 58,8% hi vivien parelles casades, en un 9,3% dones solteres, i en un 32% no eren unitats familiars. En el 28,9% dels habitatges hi vivien persones soles l'11,3% de les quals corresponia a persones de 65 anys o més que vivien soles. El nombre mitjà de persones vivint en cada habitatge era de 2,34 i el nombre mitjà de persones que vivien en cada família era de 2,91.
Per edats la població es repartia de la següent manera: un 25,6% tenia menys de 18 anys, un 9,7% entre 18 i 24, un 23,3% entre 25 i 44, un 24,7% de 45 a 60 i un 16,7% 65 anys o més.
L'edat mediana era de 38 anys. Per cada 100 dones de 18 o més anys hi havia 96,5 homes.
La renda mediana per habitatge era de 39.583 $ i la renda mediana per família de 47.708 $. Els homes tenien una renda mediana de 27.000 $ mentre que les dones 20.625 $. La renda per capita de la població era de 18.514 $. Entorn del 7,7% de les famílies i el 6,8% de la població estaven per davall del llindar de pobresa.

## Poblacions més properes
El següent diagrama mostra les poblacions més properes.